# Buenos Aires Dos
Buenos Aires Dos är en ort i Mexiko.   Den ligger i kommunen Actopan och delstaten Veracruz, i den sydöstra delen av landet, 290 km öster om huvudstaden Mexico City. Buenos Aires Dos ligger 23 meter över havet och antalet invånare är 175.
Terrängen runt Buenos Aires Dos är platt åt sydost, men åt nordväst är den kuperad. Runt Buenos Aires Dos är det tätbefolkat, med 276 invånare per kvadratkilometer. Närmaste större samhälle är Zempoala, 3,7 km söder om Buenos Aires Dos. Trakten runt Buenos Aires Dos består till största delen av jordbruksmark.